# Campionato montenegrino di calcio
Il campionato montenegrino di calcio ha come primo livello la Prva crnogorska fudbalska liga.
Questa è formata da un girone all'italiana di dodici squadre. Tutte le squadre si affrontano tre volte, per un totale di trentatré partite. Al termine del campionato l'ultima retrocede nella Druga Crnogorska Liga, il secondo livello nazionale, mentre le due classificate immediatamente sopra affrontano la seconda e la terza classificata del livello inferiore per altrettanti posti nella massima divisione.
La squadra più titolata del massimo campionato è il Budućnost, vincitore di 5 campionati.
La vincitrice del campionato si qualifica per il secondo turno preliminare di Champions League, mentre la seconda e la terza classificata partecipano al primo turno preliminare della UEFA Europa League. Alla medesima manifestazione partecipa anche la vincitrice della coppa nazionale, che però accede al secondo turno preliminare.

## Attuale sistema
Ai primi due livelli troviamo:
| Livelli | Divisioni                                                                              | Divisioni                                                                              | Divisioni                                                                              | Divisioni                                                                              | Divisioni                                                                              | Divisioni                                                                              | Divisioni                                                                              | Divisioni                                                                              | Divisioni                                                                              | Divisioni                                                                              | Divisioni                                                                              | Divisioni                                                                              | Divisioni                                                                              | Divisioni                                                                              | Divisioni                                                                              | Divisioni                                                                              | Divisioni                                                                              | Divisioni                                                                              | Divisioni                                                                              | Divisioni                                                                              | Divisioni                                                                              | Divisioni                                                                              |
| ------- | -------------------------------------------------------------------------------------- | -------------------------------------------------------------------------------------- | -------------------------------------------------------------------------------------- | -------------------------------------------------------------------------------------- | -------------------------------------------------------------------------------------- | -------------------------------------------------------------------------------------- | -------------------------------------------------------------------------------------- | -------------------------------------------------------------------------------------- | -------------------------------------------------------------------------------------- | -------------------------------------------------------------------------------------- | -------------------------------------------------------------------------------------- | -------------------------------------------------------------------------------------- | -------------------------------------------------------------------------------------- | -------------------------------------------------------------------------------------- | -------------------------------------------------------------------------------------- | -------------------------------------------------------------------------------------- | -------------------------------------------------------------------------------------- | -------------------------------------------------------------------------------------- | -------------------------------------------------------------------------------------- | -------------------------------------------------------------------------------------- | -------------------------------------------------------------------------------------- | -------------------------------------------------------------------------------------- |
| 1       | Prva crnogorska fudbalska liga 12 club 1 retrocessione diretta + 2 squadre spareggiano | Prva crnogorska fudbalska liga 12 club 1 retrocessione diretta + 2 squadre spareggiano | Prva crnogorska fudbalska liga 12 club 1 retrocessione diretta + 2 squadre spareggiano | Prva crnogorska fudbalska liga 12 club 1 retrocessione diretta + 2 squadre spareggiano | Prva crnogorska fudbalska liga 12 club 1 retrocessione diretta + 2 squadre spareggiano | Prva crnogorska fudbalska liga 12 club 1 retrocessione diretta + 2 squadre spareggiano | Prva crnogorska fudbalska liga 12 club 1 retrocessione diretta + 2 squadre spareggiano | Prva crnogorska fudbalska liga 12 club 1 retrocessione diretta + 2 squadre spareggiano | Prva crnogorska fudbalska liga 12 club 1 retrocessione diretta + 2 squadre spareggiano | Prva crnogorska fudbalska liga 12 club 1 retrocessione diretta + 2 squadre spareggiano | Prva crnogorska fudbalska liga 12 club 1 retrocessione diretta + 2 squadre spareggiano | Prva crnogorska fudbalska liga 12 club 1 retrocessione diretta + 2 squadre spareggiano | Prva crnogorska fudbalska liga 12 club 1 retrocessione diretta + 2 squadre spareggiano | Prva crnogorska fudbalska liga 12 club 1 retrocessione diretta + 2 squadre spareggiano | Prva crnogorska fudbalska liga 12 club 1 retrocessione diretta + 2 squadre spareggiano | Prva crnogorska fudbalska liga 12 club 1 retrocessione diretta + 2 squadre spareggiano | Prva crnogorska fudbalska liga 12 club 1 retrocessione diretta + 2 squadre spareggiano | Prva crnogorska fudbalska liga 12 club 1 retrocessione diretta + 2 squadre spareggiano | Prva crnogorska fudbalska liga 12 club 1 retrocessione diretta + 2 squadre spareggiano | Prva crnogorska fudbalska liga 12 club 1 retrocessione diretta + 2 squadre spareggiano | Prva crnogorska fudbalska liga 12 club 1 retrocessione diretta + 2 squadre spareggiano | Prva crnogorska fudbalska liga 12 club 1 retrocessione diretta + 2 squadre spareggiano |
| 2       | Druga crnogorska fudbalska liga 12 club 1 promozione diretta + 2 squadre spareggiano   | Druga crnogorska fudbalska liga 12 club 1 promozione diretta + 2 squadre spareggiano   | Druga crnogorska fudbalska liga 12 club 1 promozione diretta + 2 squadre spareggiano   | Druga crnogorska fudbalska liga 12 club 1 promozione diretta + 2 squadre spareggiano   | Druga crnogorska fudbalska liga 12 club 1 promozione diretta + 2 squadre spareggiano   | Druga crnogorska fudbalska liga 12 club 1 promozione diretta + 2 squadre spareggiano   | Druga crnogorska fudbalska liga 12 club 1 promozione diretta + 2 squadre spareggiano   | Druga crnogorska fudbalska liga 12 club 1 promozione diretta + 2 squadre spareggiano   | Druga crnogorska fudbalska liga 12 club 1 promozione diretta + 2 squadre spareggiano   | Druga crnogorska fudbalska liga 12 club 1 promozione diretta + 2 squadre spareggiano   | Druga crnogorska fudbalska liga 12 club 1 promozione diretta + 2 squadre spareggiano   | Druga crnogorska fudbalska liga 12 club 1 promozione diretta + 2 squadre spareggiano   | Druga crnogorska fudbalska liga 12 club 1 promozione diretta + 2 squadre spareggiano   | Druga crnogorska fudbalska liga 12 club 1 promozione diretta + 2 squadre spareggiano   | Druga crnogorska fudbalska liga 12 club 1 promozione diretta + 2 squadre spareggiano   | Druga crnogorska fudbalska liga 12 club 1 promozione diretta + 2 squadre spareggiano   | Druga crnogorska fudbalska liga 12 club 1 promozione diretta + 2 squadre spareggiano   | Druga crnogorska fudbalska liga 12 club 1 promozione diretta + 2 squadre spareggiano   | Druga crnogorska fudbalska liga 12 club 1 promozione diretta + 2 squadre spareggiano   | Druga crnogorska fudbalska liga 12 club 1 promozione diretta + 2 squadre spareggiano   | Druga crnogorska fudbalska liga 12 club 1 promozione diretta + 2 squadre spareggiano   | Druga crnogorska fudbalska liga 12 club 1 promozione diretta + 2 squadre spareggiano   |
| 3       | Treća crnogorska fudbalska liga 21 club 2 promozioni dirette                           | Treća crnogorska fudbalska liga 21 club 2 promozioni dirette                           | Treća crnogorska fudbalska liga 21 club 2 promozioni dirette                           | Treća crnogorska fudbalska liga 21 club 2 promozioni dirette                           | Treća crnogorska fudbalska liga 21 club 2 promozioni dirette                           | Treća crnogorska fudbalska liga 21 club 2 promozioni dirette                           | Treća crnogorska fudbalska liga 21 club 2 promozioni dirette                           | Treća crnogorska fudbalska liga 21 club 2 promozioni dirette                           | Treća crnogorska fudbalska liga 21 club 2 promozioni dirette                           | Treća crnogorska fudbalska liga 21 club 2 promozioni dirette                           | Treća crnogorska fudbalska liga 21 club 2 promozioni dirette                           | Treća crnogorska fudbalska liga 21 club 2 promozioni dirette                           | Treća crnogorska fudbalska liga 21 club 2 promozioni dirette                           | Treća crnogorska fudbalska liga 21 club 2 promozioni dirette                           | Treća crnogorska fudbalska liga 21 club 2 promozioni dirette                           | Treća crnogorska fudbalska liga 21 club 2 promozioni dirette                           | Treća crnogorska fudbalska liga 21 club 2 promozioni dirette                           | Treća crnogorska fudbalska liga 21 club 2 promozioni dirette                           | Treća crnogorska fudbalska liga 21 club 2 promozioni dirette                           | Treća crnogorska fudbalska liga 21 club 2 promozioni dirette                           | Treća crnogorska fudbalska liga 21 club 2 promozioni dirette                           | Treća crnogorska fudbalska liga 21 club 2 promozioni dirette                           |